# Keysight
Keysight Technologies est une entreprise d'équipement de mesure, issue en 2014 de la scission d'Agilent Technologies, elle-même issue de Hewlett-Packard en 1999. Lors de sa scission avec Agilent, Keysight se spécialise dans les mesures électroniques alors que Agilent se spécialise dans les mesures des sciences de la vie.

## Histoire
En juin 2015, Keysight acquiert l'entreprise britannique Anite, spécialisée dans les instruments de mesure pour la téléphonie, pour 388 millions de livres soit 607 millions de dollars.
En janvier 2017, Keysight annonce l'acquisition d'Ixia, une entreprise américaine, pour 1,6 milliard de dollars.
En mai 2020 Keysight Technologies annonce le lancement du premier oscilloscope doté de 8 canaux analogiques à 6 GHz et de 16 canaux numériques simultanés.

## Keysight Technologies France
La filiale française (société par actions simplifiée à associé unique SIREN 799 91 045) a été créée en janvier 2014. 
Elle est installée aux Ulis.
Elle est dirigée par Benoit Neel.
Elle a réalisé en 2017 (données 2018 non disponibles) un chiffre d'affaires de 59 millions et emploie 107 collaborateurs.

## Principaux actionnaires
Au 30 mai 2020.
| The Vanguard Group             | 11,2% |
| T. Rowe Price Associates       | 7,72% |
| SSgA Funds Management          | 4,17% |
| BlackRock Fund Advisors        | 2,48% |
| Greenlight Capital (en)        | 2,36% |
| Fidelity Management & Research | 2,13% |
| JPMorgan Investment Management | 2,05% |
| Sound Shore Management         | 1,70% |
| Geode Capital Management       | 1,60% |
| Ninety One                     | 1,60% |